# وستربورک
وستربورک (به هلندی: Westerbork) یک منطقهٔ مسکونی در هلند است که در میدن-درنته واقع شده‌است. وستربورک ۴٬۷۱۰ نفر جمعیت دارد.